# Barrage de Lianghekou
Le barrage de Lianghekou est un barrage en Chine, dans la province du Sichuan, sur le Yalong, un affluent du Yangzi Jiang. Il est associé à une centrale hydroélectrique de 3 000 MW.

## Historique
La construction du barrage de Lianghekou a débuté en octobre 2014 et devrait s'achever en mars 2022.

## Caractéristiques
D'une hauteur de 295 mètres, le barrage de Lianghekou sera l'un des plus hauts du monde.
La production électrique annuelle est estimée à 11 TWh. La centrale hydroélectrique, d'une puissance installée de 3 000 MW, comportera 6 turbines de 500 MW chacune, fournies par General Electric pour un coût total de 56 millions de dollars. La première turbine est entrée en fonctionnement le 29 septembre 2021. Le dernier générateur a été mis en service le 18 mars 2022.